# シルス湖

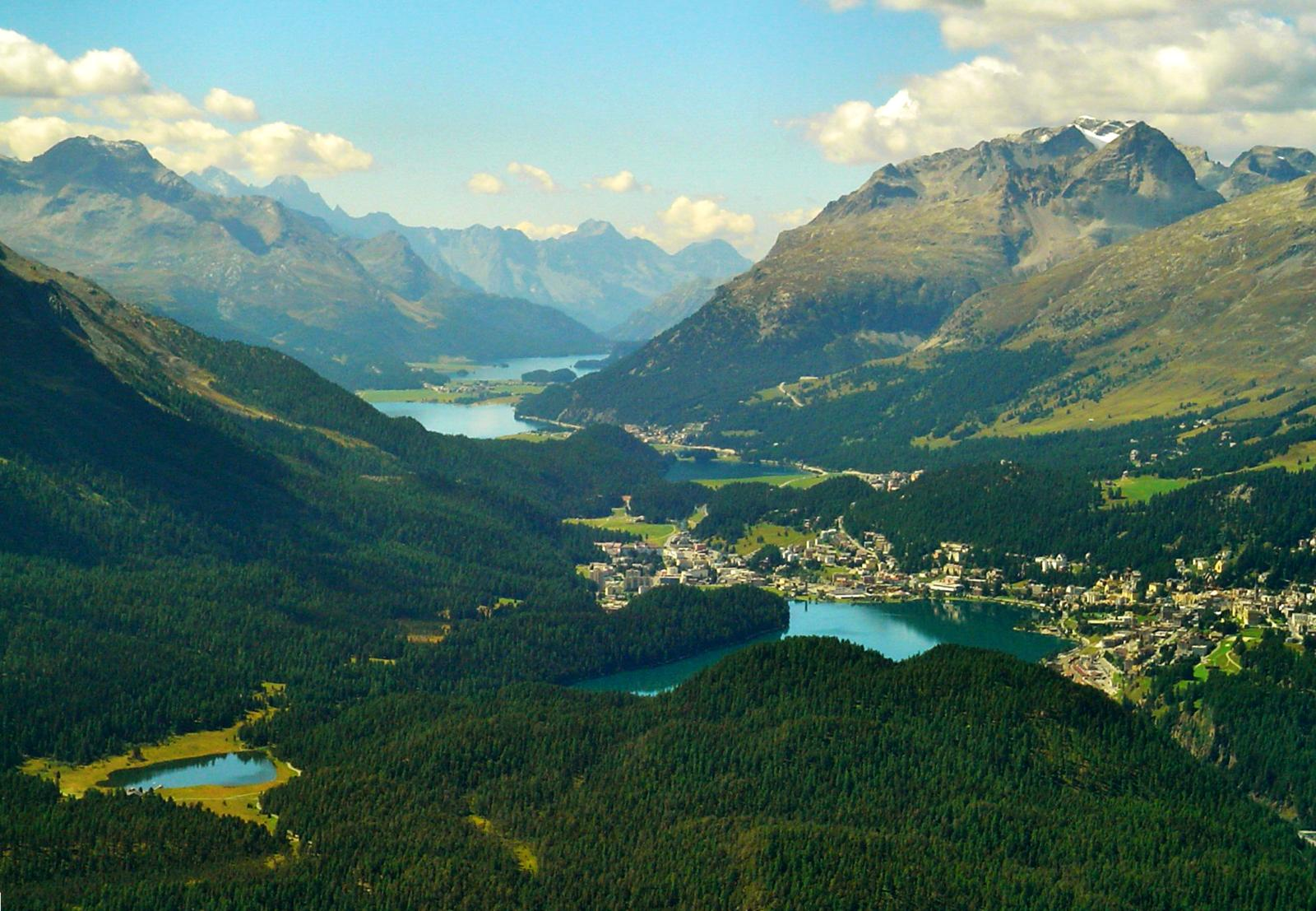
シルス湖（奥）、シルヴァプラーナ湖（中央）、サンモリッツ（手前）

シルス湖（シルスこ、ドイツ語: Silsersee、ロマンシュ語: Lej da Segl）は、スイス連邦グラウビュンデン州オーバーエンガディンの谷にある湖。湖名は所在地の村シルスに由来する。海抜1797メートルに位置し、マローヤ街道とシルヴァプラーナ湖の間にある。
湖面の面積は4.1平方キロメートルで、エンガディン地方では最大の湖である。また、標高1000メートル以上にある、天然のアルプスの湖としても最大である。シルヴァプラーナ湖と同様、有史以前の天然ダムとして形成された。
木の多いチャステ半島（Chastè peninsula）が湖の北東端から湖に突き出ている。この半島の端には、フリードリヒ・ニーチェの『ツァラトゥストラはかく語りき』の一節が刻まれた銘板がある。半島の近くには、木が生い茂ったチャヴィオラス島という名の湖内最大の島が浮かぶ。冬には毎年開催されるエンガディンスキーマラソンのクロスカントリーコースが湖を横切る。
6月末から9月末にかけて渡し船が1日に4便就航しており、これはヨーロッパでは最も標高の高いところで運航されている公共渡船の1つとなっている。
シルス湖畔にはシルスとマローヤの2つの大きな村落がそれぞれ湖の東端と西端に位置する。ほかにカドレフ（Cadlägh）、イゾラ、プラウン・ダ・レイ（Plaun da Lej）の小さな村落が見られる。